# Caro Benigno Massalongo
Caro Benigno Massalongo, né le 25 mars 1852 à Vérone et mort le 18 mars 1928 dans cette même ville, est un botaniste italien qui s'est spécialisé dans l'hépatocologie. Il est le fils du paléontologue Abramo Bartolommeo Massalongo (1824-1860). Son abréviation botanique est C.Massal.

## Carrière
Massalongo étudie la botanique à l'université de Padoue, recevant son diplôme de doctorat en 1873. Il est nommé en 1878 professeur de botanique à l'université de Ferrare. Caro Massalongo est l'auteur de 264 publications botaniques. Il est parmi les premiers à avoir effectué des études systématiques et scientifiques des galles.
À partir de 1880, il étudie les oomycètes parasites et fongiques : Peronospora viticola responsable du mildiou de la vigne, l'agent pathogène responsable du mildiou du chanvre et des champignons microscopiques des genres Cystopus, Taphrina et Ramularia. Il a développé de beaux dessins à l'aquarelle de certaines espèces d'hyménomycètes. Grâce à ses travaux, le nombre d'espèces de champignons connues à Vérone est passé de 958 à 1 645.
Il s'est également occupé des insectes-mouches de la famille des Acarocecidae. En plus de ses recherches sur la nature, il s'est également occupé d'historiographie, a écrit des nécrologies et des biographies de botanistes et des commentaires sur les œuvres d'auteurs antiques.

## Éponymie
- Massalongiella, (famille des Nitschkiaceae), autorité taxonomique Carlos Luigi Spegazzini (1889).
- Massalongina (Ascomycota), autorité taxonomique František Bubák (1916).
- Massalongoa, (famille des Aytoniaceae), autorité taxonomique Franz Stephani (1905)[4].

## Quelques travaux
En langue italienne
- Le galle nella flora italica (Entomocecidii), 1893 – Plant galls of Italy (Entomocecidia).
- Nuova miscellanea teratologica, 1896
- Le piante crittogame dell'agro Veronese : censimento, 1897
- Le specie italiane del genere Scapania, 1900 .
- Contribuzione alla micologia Veronese. Memorie dell’Accad. d’Agricolt. Arti e Commercio di Verona Ser. 3 65: 153 pp.
- Novità della flora micologica Veronese. Bull. Soc. Bot. Ital. 1900: 254-259[5].
- Le Ricciaceae della flora italica, 1912
- Le Jubulaceae della flora Italica, 1912
- Le Lepidoziaceae della flora italica, 1913
- Le "Marchantiaceae" della flora europea, 1916[6].